# 沙勒沃伊鎮區
沙勒沃伊鎮區（英語：Charlevoix Township）是位於美國密歇根州沙勒沃伊縣的一個行政鎮區。

## 地方資料
沙勒沃伊鎮區的面積為31.29平方千米，當中陸地面積為15.38平方千米，而水域面積為15.90平方千米。根據2020年美國人口普查的數據，當地共有人口1763人，而人口密度為每平方千米56.34人。